# Kunjaban
Kunjaban là một thị trấn thống kê (census town) của quận West Tripura thuộc bang Tripura, Ấn Độ.

## Nhân khẩu
Theo điều tra dân số năm 2001 của Ấn Độ, Kunjaban có dân số 7352 người. Phái nam chiếm 59% tổng số dân và phái nữ chiếm 41%. Kunjaban có tỷ lệ 79% biết đọc biết viết, cao hơn tỷ lệ trung bình toàn quốc là 59,5%: tỷ lệ cho phái nam là 85%, và tỷ lệ cho phái nữ là 69%. Tại Kunjaban, 10% dân số nhỏ hơn 6 tuổi.